# Onthophagus symbioticus
Onthophagus symbioticus là một loài bọ cánh cứng trong họ Bọ hung (Scarabaeidae).